# Genecerus nebulosus
Genecerus nebulosus is een keversoort uit de familie withaarkevers (Dascillidae). De wetenschappelijke naam van de soort is voor het eerst geldig gepubliceerd in 1900 door Gahan.